# Battaglia di Coronel
La battaglia navale di Coronel fu uno scontro navale fra navi da guerra britanniche e tedesche avvenuto nel corso della prima guerra mondiale il 1º novembre 1914, al largo delle coste del Cile, e costituì il primo scontro diretto di una certa importanza fra la Kaiserliche Marine tedesca e la Royal Navy britannica.

## Antefatto
Lo scoppio del conflitto aveva sorpreso poche navi da guerra tedesche fuori dalle acque territoriali. A parte l'incrociatore da battaglia SMS Goeben e l'incrociatore leggero SMS Breslau, che svolsero un ruolo determinante (con la loro fuga nei Dardanelli) nell'ingresso in guerra dell'Impero ottomano a fianco degli Imperi Centrali, e alcuni incrociatori leggeri e siluranti presso le colonie, la forza più consistente era senz'altro quella al comando del vice ammiraglio conte Maximilian von Spee. Questi, comandante esperto e di grandi qualità umane e professionali, aveva a disposizione una divisione di incrociatori corazzati, cui si accompagnavano quattro incrociatori leggeri (dei quali solo due presero parte alla battaglia).
Le sue navi più potenti, lo Scharnhorst e il Gneisenau, entrati in servizio nel 1907, erano una eccellente realizzazione nel panorama degli incrociatori corazzati, che però erano una classe di navi ormai superata e di difficile collocazione nei piani strategici delle principali marine da guerra. Le altre unità, gli incrociatori Nürnberg, Leipzig. Dresden e Emden, erano anch'esse ottime unità per la loro categoria.
Il 26 giugno von Spee salpò dalla base cinese di Qingdao, capoluogo della colonia di Kiao-Ciao, (che la Germania acquisì nel 1897), e fece rotta a levante. Nello scalo tecnico a Ponapè gli equipaggi tedeschi appresero dello scoppio della guerra. La squadra di von Spee si divise a questo punto, con l'Emden diretto verso l'Oceano Indiano, nel quale avrebbe svolto attività di nave corsara, e il Nürnberg diretto verso Honolulu. Le forze rimanenti fecero rotta verso le Samoa tedesche (dove il loro passaggio venne segnalato dalla guarnigione neozelandese) e poi verso il possedimento francese di Tahiti, dove le navi tedesche cannoneggiarono gravemente gli impianti portuali della capitale Papeete e le navi in porto (Bombardamento di Papeete). Verso la metà di ottobre la squadra si riunì presso l'isola di Pasqua, e il 30 dello stesso mese diede fondo alle ancore a Valparaíso in Cile.

## Scarse contromisure dell'Ammiragliato

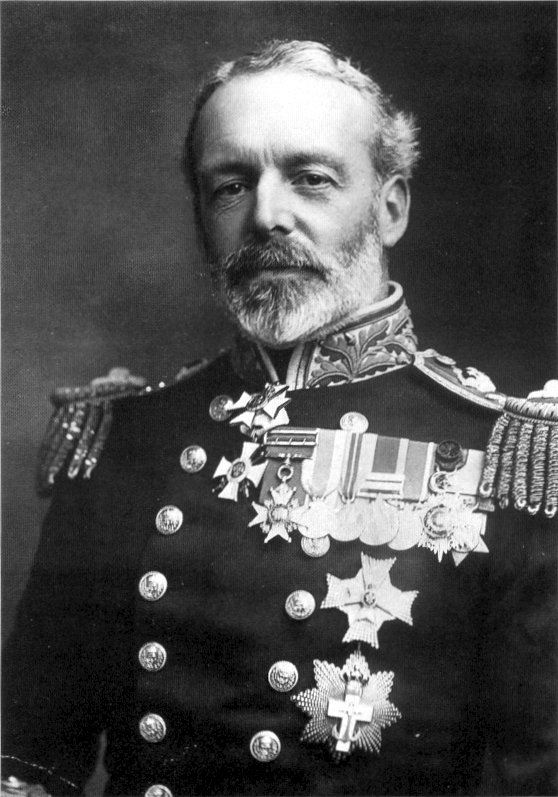
Il contrammiraglio Cradock

Le unità da guerra britanniche più a portata di mano per tentare una intercettazione della squadra di von Spee erano quelle di base nell'Atlantico Meridionale, presso le isole Falkland. Il comandante delle forze ivi presenti, contrammiraglio sir Christopher Cradock, fece presente più volte la minaccia che costituiva il progressivo avvicinarsi delle navi tedesche verso Capo Horn, e chiedeva all'Ammiragliato adeguati rinforzi, dato che le forze a sua disposizione erano del tutto inadeguate per velocità e potenza di fuoco.

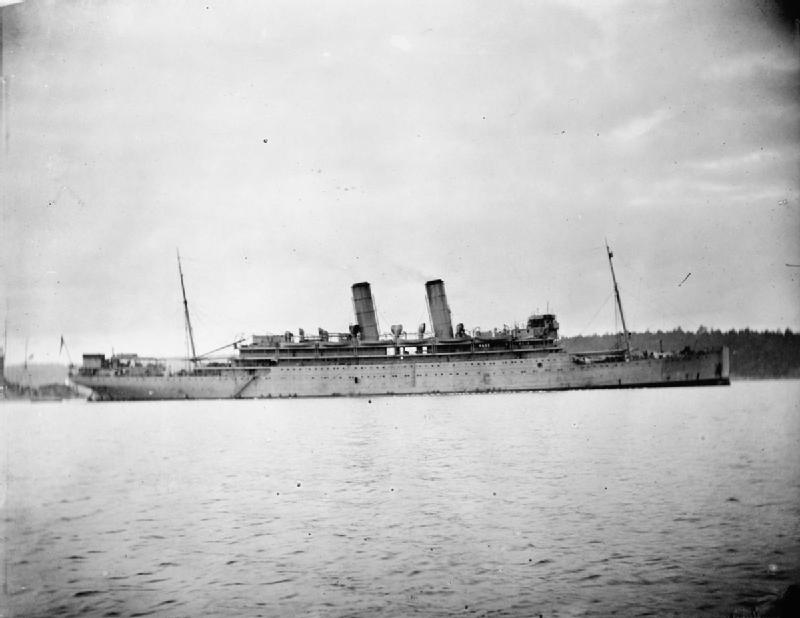
La Otranto durante la prima guerra mondiale, nel 1914

A Londra la voce dell'ammiraglio venne quasi ignorata, se non per l'invio della vecchia corazzata pre-dreadnought Canopus, bene armata ma talmente lenta da non poter essere utile per azioni di squadra; all'inizio era previsto anche l'arrivo dell'incrociatore corazzato HMS Defence, ma successivi ordini dell'Ammiragliato lo dirottarono sulla costa est del sud America a disposizione dell'ammiraglio Stoddard, e all'insaputa di Cradock.
Fatto sta che Cradock, non volendo aspettare la Canopus, che comunque con i suoi 12 nodi non avrebbe potuto forzare in alcun modo un ingaggio contro i tedeschi, ma solo rispondere se attaccata, e temendo che la squadra tedesca doppiasse Capo Horn prima di lui, dovette prepararsi ad affrontare le navi tedesche con due incrociatori corazzati (il Good Hope e il Monmouth) decisamente inferiori ai pari classe avversari, con l'incrociatore leggero Glasgow e il mercantile armato Otranto.
Cradock si trasferì sulla HMS Good Hope perché con i suoi 24 nodi alla costruzione era più veloce della HMS Suffolk, sua precedente ammiraglia, ma sapeva che l'equipaggio era composto per il 90% da riservisti che necessitavano di addestramento intensivo; alla prova dei fatti anche questo fece la differenza nonostante i cannoni da 234 mm di calibro maggiore rispetto a quelli da 210 mm della SMS Scharnhost, che comunque erano di concezione più moderna come gli apparati di controllo del tiro. La Canopus venne lasciata di scorta alle carboniere della squadra, e Cradock si diresse verso il Cile; tra le possibili motivazioni della sua scelta, una corte marziale riservata ad un suo collega che non aveva impegnato un nemico superiore numericamente (come da tradizione della Royal Navy), o il fatto che i suoi colleghi lo ritenessero "costituzionalmente incapace di rifiutare il combattimento", o ancora che volesse comunque indebolire la squadra tedesca e costringerla a consumare preziose scorte di munizioni anche a costo della perdita delle sue navi.

## Lo scontro

Schema della battaglia di Coronel

Salpato con le sue navi (delle quali il Glasgow navigava in avanscoperta), Cradock doppiò il Capo Horn nel mezzo di una tempesta, consueta per quel tratto di mare, e cominciò a risalire le coste cilene. Del pari le navi di von Spee, partite nel frattempo da Valparaiso, procedevano in direzione convergente. Il primo novembre, alle 13:20 le navi inglesi formarono una linea di battaglia, in condizioni meteo davvero pessime; le squadre si avvistarono reciprocamente, poco a sud del parallelo della cittadina cilena di Coronel (baia di Arauco). Alle 16:17 la squadra tedesca avvistò il fumo di quella britannica, e Von Spee lanciò i più veloci Scharnhorst, Gneisenau e Leipzig a 20 nodi mentre Dresden e Nürnberg seguivano alla loro velocità massima.
Alle 16:20 il Glasgow avvistò la squadra tedesca, e a quel punto Cradock dovette scegliere se fuggire, abbandonando la Otranto che come mercantile armato poteva fare solo 16 nodi, o combattere, mentre la squadra tedesca, ormai a 14000 m, rallentava per riformarsi al combattimento. La sproporzione delle artiglierie in campo però era tale che ai sedici cannoni da 210 mm dei due incrociatori corazzati tedeschi si opponevano solo i due cannoni da 234 mm del Good Hope, mentre il Monmouth aveva 14 cannoni da 152 mm, dieci dei quali in casamatta mentre l'Otranto aveva solo 8 cannoni da 4,7" (120 mm), praticamente inutili contro le corazzature tedesche e con gittata misera, e con la sua stazza lorda di 12 000 tsl (GRT) era un bersaglio fin troppo invitante.
Le navi manovrarono inizialmente per assumere la posizione di maggior favore, ma l'ammiraglio tedesco riuscì a porsi sopravvento contro costa, facendo stagliare nella luce del crepuscolo le sagome delle navi britanniche. Cradock tentò, invano, di tagliare la rotta tedesca. Poco prima che le navi venissero in contatto balistico il mare si ingrossò notevolmente, creando non poche difficoltà, tanto che i tedeschi non riuscivano a vedere gli scafi delle navi avversarie da alcune postazioni di tiro. Gli addestratissimi equipaggi tedeschi si mostrarono più preparati al mare grosso, stupendo per la precisione del tiro. Alle 18.34 lo Scharnhorst aprì il fuoco da 13 400 yards; in pochi minuti il Good Hope rispose, anche se con meno efficacia; del pari il Gneisenau concentrò il suo tiro sul Monmouth, inquadrandolo pericolosamente. La terza salva dell'ammiraglia tedesca centrò il Good Hope, devastandone le strutture e quasi immobilizzandolo, in fiamme.
Ciò nondimeno la nave di bandiera dell'ammiraglio britannico continuò a sparare, sorretta dal fuoco del Glasgow, mentre il vulnerabile Otranto si allontanava prudentemente. Anche il Monmouth era mortalmente colpito, ma seguitava a sparare con i pezzi ancora operativi. La furia del mare rendeva disperate le condizioni dei bastimenti inglesi, tanto che lo Scharnhorst poté serrare le distanze e finire da 4500 metri il suo avversario, che si capovolse e affondò poco dopo le 20. Con il contrammiraglio Cradock scomparvero 920 uomini, e il mare tempestoso non concesse nessun superstite. Alle 21 circa si compì anche il destino del Monmouth, che ricevette il colpo di grazia da un siluro del Nürnberg. Anche in questo caso nessuno dei 735 uomini di equipaggio sopravvisse. Il Glasgow, colpito più volte, riuscì a sfuggire alle navi tedesche, riguadagnò l'Atlantico e riparò a Rio de Janeiro. Il 3 novembre la squadra di von Spee al completo, indenne e con soli tre feriti a bordo, entrò a Valparaiso in maniera trionfale.

## La risposta inglese
La bruciante sconfitta indusse l'Ammiragliato britannico ad allestire una nuova squadra navale decisamente superiore in quanto a potenza di fuoco ed incentrata su due incrociatori da battaglia, al comando dell'ammiraglio sir Frederick Doveton Sturdee; la squadra riuscì a cogliere di sorpresa e sgominare la flotta di Spee l'8 dicembre del 1914 nel corso dello scontro noto come battaglia delle Falkland.